# والیبال در المپیک تابستانی ۱۹۸۸
والیبال در بازی‌های المپیک تابستانی ۱۹۸۸ نام رویداد ورزش والیبال در بازی‌های المپیک تابستانی بود که در سال ۱۹۸۸ برگزار شد. این مسابقات از دو بخش تیمی مردان و تیمی زنان برگزار شد.

## جدول مدال‌ها
| رتبه | کشور                | طلا | نقره | برنز | مجموع |
| ۱    | اتحاد شوروی         | ۱   | ۱    | ۰    | ۲     |
| ۲    | ایالات متحده آمریکا | ۱   | ۰    | ۰    | ۱     |
| ۳    | پرو                 | ۰   | ۱    | ۰    | ۱     |
| ۴    | آرژانتین            | ۰   | ۰    | ۱    | ۱     |
| ۴    | چین                 | ۰   | ۰    | ۱    | ۱     |